# لطيفة لخضر
لطيفة لخضر هي وزيرة الثقافة والمحافظة على التراث في حكومة الحبيب الصيد. عملت قبل ذلك أستاذة جامعية ومنصب نائبة رئيس الهيئة العليا لتحقيق أهداف الثورة والإصلاح السياسي والانتقال الديمقراطي.

## مؤلفاتها
- امرأة الإجماع
- الإسلام الطرقي